# 1202
Rok 1202 (MCCII) byl nepřestupný rok, který podle juliánského kalendáře započal v úterý.
Podle židovského kalendáře došlo k přelomu let 4962 a 4963. Podle islámského kalendáře započal dne 27. září rok 599. 

## Události
- začala čtvrtá křížová výprava (trvá do roku 1204)
- Čingischán vyhladil Tatary
- Babenberky založen rakouský cisterciácký klášter Lilienfeld
- založen aragonský cisterciácký klášter Rueda

## Narození
- Eleonora Kastilská, aragonská královna († 1244)

## Úmrtí
- 9. března – Sverre Sigurdsson, norský král (* 1145/1151)
- 13. března – Měšek III. Starý, kníže velkopolský (* 1126/27)
- 30. března – Jáchym z Fiore, mystik a teolog (* 1135)
- 7. května – Hamelin z Anjou, anglický šlechtic a nevlastní bratra krále Jindřicha II. (* ?)
- 12. listopadu – Knut VI., dánský král (* 1263)
- 3. prosince – Konrád z Querfurtu, biskup v Hildesheimu a Würzburgu (* 1160)
- ? – Markward z Annweileru, regent sicilského království (* ?)
- ? – Reginald ze Sidonu, křižácký baron ze Sidonu a mocný šlechtic Jeruzalémského království (* kolem 1133)

## Hlava státu
- České království – Přemysl Otakar I.
- Svatá říše římská – Ota IV. Brunšvický – Filip Švábský
- Papež – Inocenc III.
- Anglické království – Jan Bezzemek
- Francouzské království – Filip II. August
- Polské knížectví – Měšek III. Starý – Vladislav III.
- Uherské království – Emerich Uherský
- Sicilské království – Fridrich I.
- Kastilské království – Alfonso VIII. Kastilský
- Rakouské vévodství – Leopold VI. Babenberský
- Skotské království – Vilém Lev
- Byzantská říše – Alexios III. Angelos